# Asmate irradiata
Asmate irradiata är en fjärilsart som beskrevs av Walker 1862. Asmate irradiata ingår i släktet Asmate och familjen mätare. Inga underarter finns listade i Catalogue of Life.